# ZTE Engage
ZTE Engage – smartfon wyprodukowany przez chińską firmę ZTE z systemem operacyjnym Android. Zaprezentowany został 27 września 2012 roku.

## Dane techniczne

### Ekran
ZTE Engage posiada 4-calowy ekran dotykowy w technologii TFT.

### Aparaty i kamera
Matryca tylnego (głównego) aparatu fotograficznego umożliwia wykonywanie zdjęć o rozdzielczości 8 megapikseli oraz pozwala na 16-krotne przybliżenie cyfrowe, a zamontowana obok obiektywu dioda LED może posłużyć do doświetlenia. Kamera ta pozwala również nagrywać filmy HD 720p.
Telefon posiada funkcję geotagowania i autofocus.
Przednia kamera do np. wideorozmów posiada rozdzielczość 0,3 megapikseli VGA.

### Wyposażenie techniczne
Telefon jest wyposażony w jednordzeniowy procesor Qualcomm Snapdragon S2 MSM8655 o częstotliwości taktowania 1,4 GHz.

### Pamięć
Pamięć wewnętrzna wynosi 2 GB (może być wspierana kartą micro-SD lub kartą micro-SDHC do 32 GB).
Pamięć RAM w telefonie wynosi 1 GB.

### Bateria
Bateria, wykorzystująca akumulator litowo-polimerowy, posiada pojemność wynoszącą 1900 miliamperogodzin.
Według producenta telefon pozwala na prowadzenie rozmów przez ponad 8 godzin oraz czas czuwania około 600 godzin.

### Komunikacja przewodowa
Dostępne są złącza mini-Jack (3,5 mm) pozwalające na korzystanie ze słuchawek oraz micro-USB dzięki któremu można podłączyć urządzenie do komputera oraz do ładowarki.

## System operacyjny
ZTE Engage to smartfon działający z systemem Android. Oryginalnie telefon został wydany z wersją Android 4.0.4 Ice Cream Sandwich.